# Asociace samaritánů České republiky
Asociace samaritánů České republiky (zkracováno ASČR, anglicky Association of Samaritans of Czech Republic) je dobrovolným občanským sdružením lidí dobré vůle, jejichž cílem je v kontextu mezinárodního samaritánského hnutí pomoc všem lidem bez ohledu na jejich národní, rasovou, náboženskou, politickou, nebo jinou příslušnost, to v duchu demokratických a humanitárních tradic, na jejichž základech vznikla Česká republika.
Asociace samaritánů ČR si stanovila cíle, které jsou realizovány postupně u vědomí toho, že současná ekonomická situace státu vyžaduje aktivitu sdružení našeho typu především v prioritních oblastech, tzn. zdravotnictví a pomoci sociálně slabým občanům. V současné době zajišťuje pro Středočeský kraj velmi levný model nestátní zdravotnické záchranné služby v rozsahu 4 stanovišť RZP a dvou RLP a v rámci Prahy a SK soubor sociálních služeb společně s humanitární pomocí v případech pohrom.

## Název
Označení má původ v  hebrejštině, v  názvu etnicko-náboženské skupiny Samaritánů (Samařanů) v  Izraeli a biblickém podobenství o  milosrdném Samaritánovi. Podle něj se slovem samaritáni nazývají lidé, kteří prokazují druhým pomoc v  nouzi.

## Činnost

### Klub aktivního stáří
Klub aktivního stáří KLAS ASČR ZBRASLAV je sdružením seniorů se zájmem o aktivní život. V KLASu v září roku 2008 zahájilo Konzultační středisko Virtuální univerzity třetího věku (VU3V) svou činnost. a doposud stále toto středisko funguje.

### SZŠ Mělník
Jedná se o jedinou zdravotnickou školu v oblasti Mělníka. Škola používá stejné učební dokumenty jako státní školy obdobného typu. V současné době lze studovat obor
Zdravotnický asistent 53-41-M/01 podle ŠVP Praktická sestra. Tento obor je zakončen státní maturitní zkouškou.

### Záchranná služba ASČR[1]
Hlavní činnost Asociace samaritánů České republiky je provozování záchranná služby. Tato organizace se skládá ze dvou celku, kterými je Záchranná služba Praha-Západ a Záchranná služba Kralupy nad Vltavou.

#### Záchranná služba Praha-západ
Záchranná služba Asociace samaritánů ČR Praha-západ byla zaregistrována 1. 1. 1993 u Okresního úřadu Praha-západ, jako nestátní zdravotnické zařízení. Od tohoto data, na základě smlouvy nejprve s OÚ Praha-západ, poté s Okresním operačním střediskem ZS Praha-západ a nyní s Územním střediskem zdravotnické záchranné služby Středočeského kraje se sídlem v Kladně, plní úlohy výjezdových skupin zdravotnické záchranné služby na území Středočeského kraje.

#### Záchranná služba Kralupy nad Vltavou
V současné době zajišťuje přednemocniční neodkladnou péči nejen na Kralupsku, ale i v přilehlých oblastech Kladenska, Mělnicka, na části území Prahy západ a východ. Zajišťuje též úsek dálnice D8 od hranic hlavního města Prahy po odbočku na Roudnici na Labem. Veškerou činnost Záchranné služby ASČR v Kralupech nad Vltavou řídí a koordinuje Zdravotnické operační středisko Územního střediska záchranné služby Středočeského kraje Kladno, kam jsou přepojeny i tísňové linky č. 155 z oblastí zabezpečovaných kralupskou záchrannou službou.

#### Záchranná služba Letiště Václava Havla
Zajišťuje pohotovost pro poskytování zdravotnické záchranné služby a lékařské služby první pomoci pro Letiště Václava Havla Praha. Pokyny k výjezdu respektive k zásahům vydává operační středisko Hasičského záchranného sboru na Letišti Václava Havla Praha.